# Rudy Gay
Rudy Carlton Gay jr. (Brooklyn, 17 agosto 1986) è un ex cestista statunitense, di ruolo ala piccola, professionista nella NBA.

## Caratteristiche tecniche
Gay gioca solitamente come ala piccola, e occasionalmente come ala grande. Il suo gioco principale è la fase offensiva, ciò che lo caratterizza sono proprio il suo arresto e tiro e la sua sorprendente elevazione e coordinazione che gli consentono di schiacciare nel traffico.
Nonostante la sua altezza (203 cm) è in grado di eseguire un discreto ball handling smarcandosi facilmente. Le sue abilità offensive non fanno di lui un marcatore eccellente ma mantiene delle medie di 20 punti a partita.

## Carriera

### High school
Si iscrisse e giocò i primi due anni alla Baltimore County's Eastern Technical High School, nell'Essex. Nonostante la scuola frequentata fosse di ottimo livello, i suoi genitori erano molto attenti all'istruzione del figlio, così terminato il secondo anno, chiesero aiuto all'allenatore della squadra di basket affinché suggerisse loro delle scuole private dove poterlo mandare. Tra le altre, il coach propose la Archbishop Spalding High School, e proprio su questa cadde la scelta.
Gay vi restò dal 2002 al 2004, ed in questi due anni guadagnò molti premi e riconoscimenti, tra i quali i più importanti sono la convocazione al McDonald's All-American Game e l'inserimento, da parte di Parade, nel First Team All-American durante il suo ultimo anno alla Archbishop Spalding, in quanto mantenne medie di 21,2 punti, 9,2 rimbalzi e 3,7 stoppate a partita.
Terminata la high school, decise di frequentare la Università del Connecticut, nonostante un suo primo desiderio di approdare alla Università del Maryland.

### College
Al termine della sua prima stagione al College, vinse (a pari merito con Jeff Green, della Georgetown University) il premio Big East Conference Freshman of the Year, in virtù di medie di 11,8 punti, 5,4 rimbalzi e 1,9 stoppate in 28,8 minuti di utilizzo nelle 31 partite giocate.
Nell'estate del 2005 venne selezionato per partecipare con la Nazionale Americana ai Campionati del Mondo Under-21, in cui mantenne medie di 10,5 punti e 5,5 rimbalzi per partita.
Prima dell'inizio della seconda stagione, venne nominato miglior giocatore della Preseason della Big East Conference, assieme alla stella della Syracuse University, Gerry McNamara.
Concluse la stagione 2005-2006 con medie di 15,2 punti, 6,4 rimbalzi e 1,6 stoppate in 30,8 minuti di utilizzo, numeri che gli valsero l'inserimento nella graduatoria per vincere il Naismith College Player of the Year, assieme a J.J. Redick, Adam Morrison e Allan Ray.
Venne inoltre inserito nel Big East's First Team.
Mise a referto il suo record di punti in carriera nella seconda partita della stagione 2005-2006, contro la University of Arkansas, segnandone 28.
In quella stagione condusse la squadra di basket ad un record di 30 vittorie e 3 sconfitte, risultando molto spesso il miglior realizzatore.
Al termine della stagione 2005-06 si dichiarò eleggibile per il draft NBA.

### NBA

#### Memphis Grizzlies
La notte del Draft NBA 2006 venne selezionato con la scelta assoluta numero 8 dagli Houston Rockets che lo girarono subito, assieme a Stromile Swift, ai Memphis Grizzlies in cambio di Shane Battier.
Il 12 luglio 2006 firmò un contratto pluriennale con i Grizzlies.
Nella sua prima stagione nella NBA mantenne medie di 10,8 punti e 4,5 rimbalzi per partita, aiutando la squadra a vincere però solo 22 partite.
Guadagnò il premio di Rookie of the Month nel mese di novembre, e venne inserito, alla conclusione della stagione 2006-2007, nell'NBA All-Rookie Team. Finì terzo nella graduatoria per la conquista del premio di Rookie of the Year, dietro solo ad Andrea Bargnani e al vincitore Brandon Roy.
Nella stagione 2007-08, la seconda nell'NBA, migliorò moltissimo, raggiungendo 20,1 punti e 6,2 rimbalzi di media a partita.
Dopo la cessione di Pau Gasol ai Los Angeles Lakers, divenne il primo sbocco offensivo della squadra. Nonostante i netti progressi compiuti da Gay, la squadra terminò con il medesimo record perdente dell'anno precedente.
Nel 2008 partecipò all'NBA Slam Dunk Contest durante l'NBA All-Star Weekend, arrivando quarto dietro a Jamario Moon, Gerald Green e Dwight Howard, che vinse la gara. Venne invitato a partecipare alla gara anche nel 2009, ma a causa di un infortunio venne sostituito da J.R. Smith.
Il 13 dicembre 2009 stabilì il suo record in carriera di punti, realizzandone 41 nella vittoria contro i Miami Heat.

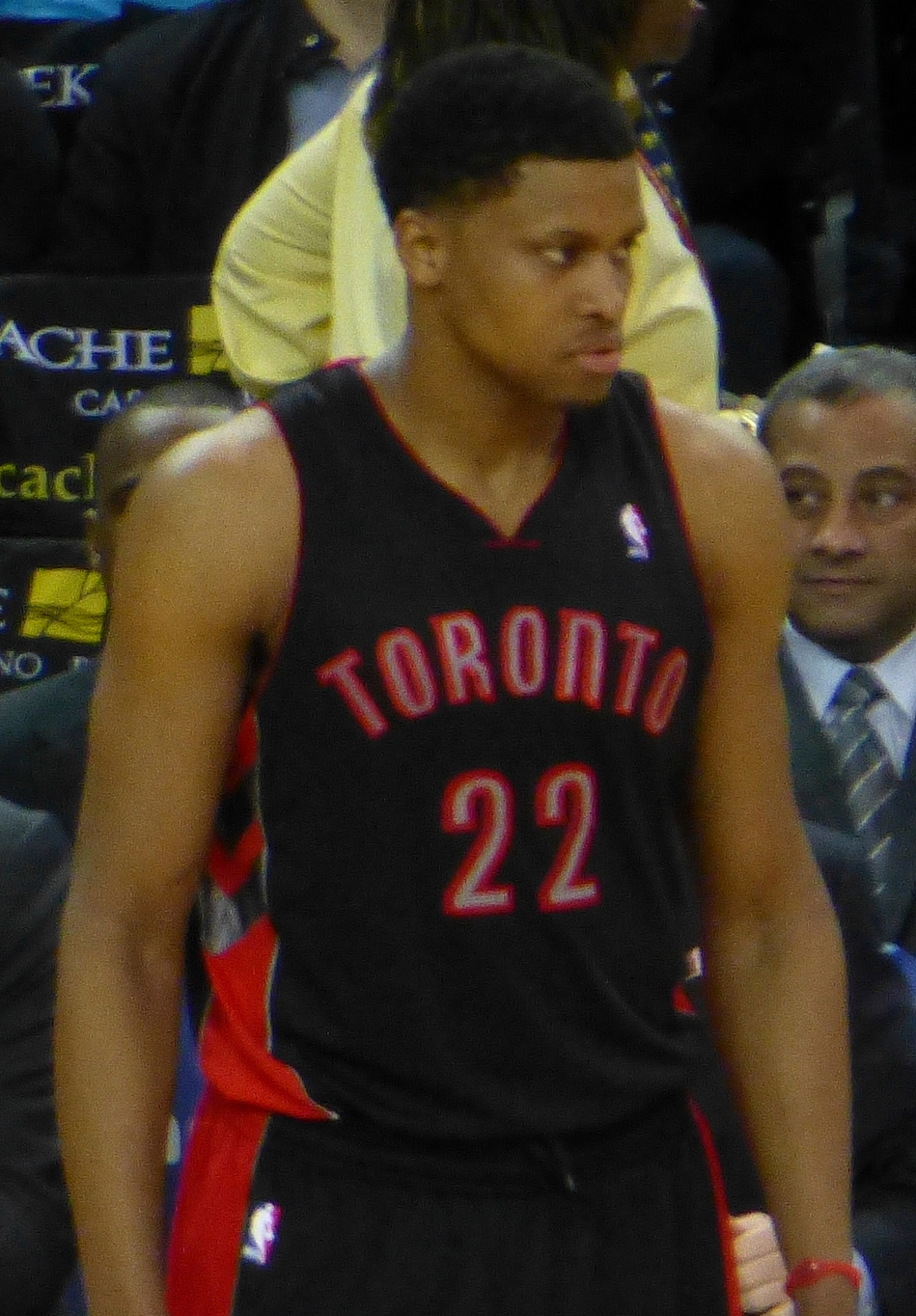
Rudy Gay con la canotta dei Toronto Raptors

Il 1º luglio 2010 firmò un'estensione del contratto con i Memphis Grizzlies, accordandosi per altri 5 anni al valore di 82 milioni di dollari.
Il 25 agosto 2010 venne inserito da coach Mike Krzyzewski nella lista dei 12 giocatori convocati per i Campionati mondiali in Turchia.
Nella competizione, Gay mantenne medie di 7 punti, 2,9 rimbalzi e 1 palla rubata in 13,4 minuti di impiego nelle 9 partite giocate.
Il 22 marzo 2011 dovette operarsi in seguito ad un infortunio alla spalla contratto il 15 febbraio nella partita contro i Philadelphia 76ers, e terminò lì la sua stagione.
Fino ad allora stava mantenendo ottime medie di 19,8 punti e 6,2 rimbalzi, uniti ai career-high per quanto riguarda gli assist (2,8), palle rubate (1,7), stoppate (1,1), percentuale di canestri dal campo (47,1), percentuale di canestri da 3 punti (39,6), percentuale ai tiri liberi (80,5) e minuti giocati (39,9, il terzo nella NBA).
L'operazione lo costrinse a saltare il resto della stagione, compresi i play-off, in cui i Grizzlies sconfissero al primo round i San Antonio Spurs (detentori del miglior record della Lega) prima di cedere agli Oklahoma City Thunder in sette partite.
Il 31 gennaio 2012, nella partita contro i Denver Nuggets, Gay pareggiò il record di franchigia di palle rubate (523), precedentemente appartenuto a Shane Battier.

#### Toronto Raptors
Il 30 gennaio 2013 i Grizzlies cedono Gay ai Toronto Raptors in uno scambio che coinvolge anche i Detroit Pistons.

#### Sacramento Kings
L'8 dicembre 2013, dopo meno di un anno in Canada, i Toronto Raptors cedono (in un maxi scambio) Gay, Aaron Gray e Quincy Acy ai Sacramento Kings, in cambio di Greivis Vásquez, John Salmons, Patrick Patterson e Chuck Hayes. Fa il suo esordio con la nuova maglia in una sconfitta esterna contro i Phoenix Suns, nella quale ha segnato 24 punti con un 8 su 12 dal campo. Il 21 gennaio 2014 ha eguagliato il suo career high di punti in una singola partita, segnando 41 punti con 16/25 dal campo in una partita vinta per 114-97 sul campo dei New Orleans Pelicans. Chiude la sua prima stagione con la franchigia californiana con un totale di 55 presenze (tutte in quintetto base) a 34,4 minuti di media a partita, con medie di 20,1 punti, 5,5 rimbalzi, 3,1 assist, 1,2 palle recuperate e 0,6 stoppate di media a partita, con il 51,6% di tiro dal campo (massimi in carriera di punti, assist e percentuale dal campo).

#### San Antonio Spurs
Il 7 luglio 2017 firma con i San Antonio Spurs.. Il primo luglio 2019 rinnova il contratto con la franchigia texana firmando un biennale da $32 milioni.

## Statistiche

### NCAA
| Anno      | Squadra       | PG | PT | MP   | TC%  | 3P%  | TL%  | RP  | AP  | PRP | SP  | PP   |
| --------- | ------------- | -- | -- | ---- | ---- | ---- | ---- | --- | --- | --- | --- | ---- |
| 2004-2005 | UConn Huskies | 31 | 26 | 28,8 | 46,2 | 46,7 | 70,8 | 5,4 | 1,5 | 0,8 | 1,9 | 11,8 |
| 2005-2006 | UConn Huskies | 33 | 33 | 30,8 | 46,1 | 31,8 | 73,2 | 6,4 | 2,1 | 1,8 | 1,6 | 15,2 |
| Carriera  | Carriera      | 64 | 59 | 29,8 | 46   | 37,8 | 72,1 | 5,9 | 1,8 | 1,3 | 1,7 | 13,6 |

#### Massimi in carriera
- Massimo di punti: 28 vs Arkansas (21 novembre 2005)[12]
- Massimo di rimbalzi: 13 vs Syracuse (8 febbraio 2006)
- Massimo di assist: 8 vs Morehead State (23 dicembre 2005)
- Massimo di palle rubate: 5 (2 volte)
- Massimo di stoppate: 6 (2 volte)
- Massimo di minuti giocati: 42 vs George Mason (26 marzo 2006)

### NBA

#### Regular season
| Anno      | Squadra           | PG   | PT  | MP   | TC%  | 3P%  | TL%  | RP  | AP  | PRP | SP  | PP   |
| --------- | ----------------- | ---- | --- | ---- | ---- | ---- | ---- | --- | --- | --- | --- | ---- |
| 2006-2007 | Memphis Grizzlies | 78   | 43  | 27,0 | 42,2 | 36,4 | 72,7 | 4,5 | 1,3 | 0,9 | 0,9 | 10,8 |
| 2007-2008 | Memphis Grizzlies | 81   | 81  | 37,0 | 46,1 | 34,6 | 78,5 | 6,2 | 2,0 | 1,4 | 1,0 | 20,1 |
| 2008-2009 | Memphis Grizzlies | 79   | 78  | 37,3 | 45,3 | 35,1 | 76,7 | 5,5 | 1,7 | 1,2 | 0,8 | 18,9 |
| 2009-2010 | Memphis Grizzlies | 80   | 80  | 39,7 | 46,6 | 32,7 | 75,2 | 5,9 | 1,9 | 1,5 | 0,8 | 19,6 |
| 2010-2011 | Memphis Grizzlies | 54   | 54  | 39,9 | 47,1 | 39,6 | 80,5 | 6,2 | 2,8 | 1,7 | 1,1 | 19,8 |
| 2011-2012 | Memphis Grizzlies | 65   | 65  | 37,3 | 45,5 | 31,2 | 79,1 | 6,4 | 2,3 | 1,5 | 0,8 | 19,0 |
| 2012-2013 | Memphis Grizzlies | 42   | 42  | 36,7 | 40,8 | 31,0 | 77,6 | 5,9 | 2,6 | 1,3 | 0,7 | 17,2 |
| 2012-2013 | Toronto Raptors   | 33   | 32  | 34,7 | 42,5 | 33,6 | 85,6 | 6,4 | 2,8 | 1,7 | 0,7 | 19,5 |
| 2013-2014 | Toronto Raptors   | 18   | 18  | 35,5 | 38,8 | 37,3 | 77,3 | 7,4 | 2,2 | 1,6 | 1,3 | 19,4 |
| 2013-2014 | Sacramento Kings  | 55   | 55  | 34,4 | 48,2 | 31,2 | 83,6 | 5,5 | 3,1 | 1,2 | 0,6 | 20,1 |
| 2014-2015 | Sacramento Kings  | 68   | 67  | 35,4 | 45,5 | 35,9 | 85,8 | 5,9 | 3,7 | 1,0 | 0,6 | 21,1 |
| 2015-2016 | Sacramento Kings  | 70   | 70  | 34,0 | 46,3 | 34,4 | 78,0 | 6,5 | 1,7 | 1,4 | 0,7 | 17,2 |
| 2016-2017 | Sacramento Kings  | 30   | 30  | 33,8 | 45,5 | 37,2 | 85,5 | 6,3 | 2,7 | 1,5 | 0,9 | 18,7 |
| 2017-2018 | San Antonio Spurs | 57   | 6   | 21,6 | 47,1 | 31,4 | 77,2 | 5,1 | 1,3 | 0,8 | 0,7 | 11,5 |
| 2018-2019 | San Antonio Spurs | 69   | 51  | 26,7 | 50,4 | 40,2 | 81,6 | 6,8 | 2,6 | 0,8 | 0,5 | 13,7 |
| 2019-2020 | San Antonio Spurs | 67   | 5   | 21,8 | 44,6 | 33,6 | 88,2 | 5,4 | 1,7 | 0,5 | 0,5 | 10,8 |
| 2020-2021 | San Antonio Spurs | 63   | 1   | 21,6 | 42,0 | 38,1 | 80,4 | 4,8 | 1,4 | 0,7 | 0,6 | 11,4 |
| 2021-2022 | Utah Jazz         | 55   | 1   | 18,9 | 41,4 | 34,5 | 78,5 | 4,4 | 1,0 | 0,5 | 0,3 | 8,1  |
| 2022-2023 | Utah Jazz         | 56   | 0   | 14,6 | 38,0 | 25,4 | 85,7 | 2,9 | 1,0 | 0,3 | 0,3 | 5,2  |
| Carriera  | Carriera          | 1120 | 779 | 30,9 | 45,2 | 34,6 | 79,9 | 5,6 | 2,0 | 1,1 | 0,7 | 15,8 |

#### Play-off
| Anno     | Squadra           | PG | PT | MP   | TC%  | 3P%  | TL%  | RP  | AP  | PRP | SP  | PP   |
| -------- | ----------------- | -- | -- | ---- | ---- | ---- | ---- | --- | --- | --- | --- | ---- |
| 2012     | Memphis Grizzlies | 7  | 7  | 39,9 | 42,1 | 21,1 | 82,5 | 6,6 | 1,4 | 1,3 | 0,3 | 19,0 |
| 2018     | San Antonio Spurs | 5  | 4  | 32,0 | 40,0 | 22,2 | 55,6 | 5,6 | 2,2 | 1,6 | 0,2 | 12,2 |
| 2019     | San Antonio Spurs | 7  | 0  | 25,6 | 40,0 | 42,1 | 82,4 | 7,1 | 1,7 | 0,4 | 0,7 | 11,1 |
| Carriera | Carriera          | 19 | 11 | 32,5 | 41,0 | 28,6 | 78,8 | 6,5 | 1,7 | 1,1 | 0,4 | 14,3 |

#### Massimi in carriera
- Massimo di punti: 41 (2 volte)[13]
- Massimo di rimbalzi: 15 (2 volte)
- Massimo di assist: 10 vs Toronto Raptors (2 dicembre 2014)
- Massimo di palle rubate: 6 (2 volte)
- Massimo di stoppate: 6 (2 volte)
- Massimo di minuti giocati: 52 vs Los Angeles Clippers (26 gennaio 2008)

## Palmarès
- McDonald's All-American Game (2004)
- NCAA AP All-America Second Team (2006)
- NBA All-Rookie First Team (2007)